# Купечество
Купе́чество — сословие купцов, профессионально занимающихся торговлей. В Российской империи являлись более привилегированным сословием, чем основное, крестьянское, население страны и (после Жалованной грамоты городам 1785 года) городские обыватели-мещане, но менее привилегированным, чем дворяне.

## Купечество в Древнем мире
Купечество как социальная группа людей, профессионально занимающихся торговлей, возникла уже на заре цивилизации. По мере формирования элит, отличавшихся образом жизни от основной массы населения, росло значение торговли с отдалёнными землями, откуда поступали предметы, обладание которыми подчёркивало высокий статус их владельцев. Поэтому социальный статус купцов, торговавших «заморскими» товарами был выше, чем у тех, которые занимались внутренней торговлей.
В античном мире, где выше всего ценились земельная собственность и воинская доблесть, купцы не были особенно влиятельными. В Древней Индии с её кастовой системой купцы долгое время составляли часть низшей варны шудр, а затем стали принадлежать к варне вайшьи. В то же время у семитских народов, особенно у финикийцев, торговля была очень уважаемым занятием.

## Купечество в Средние века
В раннее Средневековье купечество Средиземноморья снабжало страны Востока захваченными норманнами европейскими товарами, а также рабами, а Европу — арабским серебром. В XI—XII стало влиятельным купечество западноевропейских городов. Оно формировало корпорации — гильдии. Возник союз купечества германских городов — Ганза. Влиятельность города определялась богатством его купцов.
На Востоке славились хорошо организованные сирийские купцы (левантинцы), связывавшие Средиземноморье с Ираном и другими странами Азии. Арабские купцы способствовали распространению ислама, в том числе в Восточной Африке. Возвращаясь из дальних странствий, купцы, подобные Марко Поло или Афанасию Никитину, сообщали о природе и жителях других стран.
В позднее Средневековье самые богатые купцы, составлявшие патрициат городов, жили подобно аристократам и были не менее их влиятельны (Медичи, Фуггеры, Вельзеры). Они занимались не только торговлей, но крупномасштабными финансовыми операциями.

## Купечество в Новое время
В раннее Новое время государства, проводившие политику меркантилизма, поощряли купцов, вывозивших свои товары за рубеж и возвращавшихся в свою страну с золотом и серебром, а тех, кто тратил золото и серебро на закупку иностранных товаров, всячески ограничивали. Особенно контролировалась торговля с колониями.
Торговля стала требовать образования и специальных знаний, в частности знания бухгалтерского учёта.
Короли выдавали привилегированным купеческим корпорациям монопольные права на торговлю отдельными видами товаров или на торговлю в определённых странах, что порождало недовольство других купцов и коррупцию среди чиновников, контролировавших соблюдение законов о торговле.
Стремясь войти в дворянское сословие, самые богатые купцы (Фуггеры и другие) приобретали земельные владения и вступали в браки с представителями аристократии.
В абсолютистских государствах купцы оставались в приниженном положении, а в Англии и Нидерландах власть руководствовалась в первую очередь их интересами.
В XIX веке восторжествовал капитализм, и купечество стало частью класса капиталистов; сословные отличия, различия между производством и торговлей стали терять значение. К рубежу XIX—XX веков крупнейшие компании занимались как производством, так и торговлей произведённой продукцией.

## Купечество в России

### Зарождение и развитие купечества
Обособление торгового сословия в России началось с конца XVI века, когда правительство Русского царства, нуждаясь, для ведения своих торговых дел и для взимания различного рода сборов, в служилых людях и не доверяя приказным, обратилось к обязательной службе «лучших» торговых людей, из которых устраивались в Москве особые сотни: гостиная и суконная.
В первой половине XVIII века складывались торговые привилегии купечества. В 1709 году всем торгующим и занимающимся промыслами было предписано приписываться к городским посадам. В 1722 году была образована сословная группа «торгующих крестьян». Включение в группу давало возможность для законного проживания в городе и пользования равными с посадским населением торговыми правами. Группа торгующих крестьян просуществовала до Жалованной грамоты городам 1785 года.
До гильдейской реформы 1775 года в официальных документах посадских зачастую считали купечеством. Большая часть таких купцов не торговала, а занималась ремеслом, сельским хозяйством, работала по найму и т. д.
Таможенный устав 1755 года разрешал лицам, не входящим в купечество, торговать только продуктами собственного производства, а другими товарами по специальной описи. В 1760 году Правительствующий Сенат издал указ о «неторговании никому разночинцам, кроме купечества, никакими российскими и иностранными товарами».
С 1775 года по 1785 год гильдейские сборы оставались на низком уровне, и в купечество записывалось большое количество мещан, крестьян, и цеховых.
Жалованная грамота городам 1785 года более чётко определила права и обязанности купечества, как сословия, более привилегированного, чем крестьяне и мещане.
До гильдейской реформы Е. Ф. Канкрина 1824 года ставки гильдейских сборов и размеры объявляемых капиталов постоянно повышались, что приводило к снижению численности купечества. В большом количестве купцы выбывали из третьей гильдии.
Указом от 29 декабря 1812 года сословно-податная группа «торгующих крестьян» была восстановлена. Торгующие крестьяне получили сравнимые с купечеством торговые права. При этом им не обязательно было записываться в купечество. Это также не способствовало росту количества купцов.
После гильдейской реформы Е. Ф. Канкрина 1824 года ставки гильдейских сборов и размер объявленных капиталов был снижен до уровня 1812 года. Вновь начался приток мещан в третью купеческую гильдию. Этому способствовало также выделение особой группы «торгующих мещан». Торгующие мещане для торговой деятельности должны были получать промысловые свидетельства, стоимость которых была сопоставима с гильдейским сбором III купеческой гильдии. Кроме этого вступление в купечество повышало социальный статус. В 1826—1827 годах категория торгующих мещан была отменена.
В 1830-е — 1850-е годы отмечалось значительное поступление в купечество крестьян. Основную массу из этой группы составляли выходцы из государственных крестьян.
В 1834 году Государственный совет принял решение ограничить привилегии сибирских бухарцев. Им теперь разрешалось торговать без уплаты гильдейских пошлин только на границе и в своём городе. Это вызвало массовый приток в купечество азиатских торговцев. В 1854 году они уже выделяются в специальную группу купцов-«магометан».
В Сибири в XVIII веке началось сокращение служилых людей, и замещение их регулярными войсками. Служилые люди записывались в купечество и разночинцы. Поступление в купечество бывших военнослужащих значительно сократилось в первой половине XIX века.
В конце XVIII века в купечество интенсивно переходили представители цеховой сословной группы. С ростом гильдейских сборов эти переходы практических прекратились.
Манифест 1 января 1807 года разрешил дворянам записываться в две первые купеческие гильдии, а с 1827 года дворяне могли записываться и в третью гильдию. После этого начался переход в купечество дворян и бывших чиновников. Некоторые чиновники занимались торговыми делами, состоя на службе. Для этого они записывали в гильдии своих жён или родственников.

### Временные купцы
Во временные купцы записывались предприниматели из других сословий: дворян, мещан, крестьян. Временные купцы приобретали торговые права, но при этом продолжали числиться в своём сословии. Во временные купцы также записывались дети купцов, которые вели деятельность от имени родителей в других городах, или регионах.

### Купеческое свидетельство
Купцам, уплатившим гильдейский сбор, выдавалось Купеческое свидетельство. В этот документ кроме «начальника семейства» вписывались члены его семьи. Указ Правительствующего Сената от 28 февраля 1809 года определял круг родственников, которые могли быть вписаны в купеческое свидетельство. Это могла быть жена, сыновья и незамужние дочери. Внуки включались только в том случае, если в свидетельство были вписаны их отцы, и не торговали от своего имени. Братья могли быть вписаны в свидетельство, если они объявили наследственный капитал, и уплатили с него налог на перевод наследства. Все остальные родственники не могли включаться в купеческое свидетельство. Они имели право состоять в сословии только от своего имени.
Свидетельство давало право на торговлю в определённой местности, они выдавались только в городах, причём все города в империи были разделены на пять классов местностей. А стоимость свидетельства изменялась в зависимости от класса местности.
Если свидетельство выписывалось на имя женщины, то муж не имел права вписываться в свидетельство.
Дети, достигшие совершеннолетия, могли получить свидетельство на своё имя. Все вписанные в купеческое свидетельство имели право заниматься торговыми делами.
Данная система с различными изменениями просуществовала до 1890-х годов. Система купеческих свидетельств создавалась в фискальных целях.
«Положение о государственном промысловом налоге» от 8 июня 1898 года разрешило заниматься коммерцией без получения гильдейских свидетельств.

## Сферы приложения купеческих капиталов
На ранних этапах купеческие капиталы формировались в торговле: хлебом, скотом, пушниной и т. д. Многие купцы занимались винным откупом. В 1830-е — 1840-е в Сибири начинается добыча золота. В 1830-е — 1860-е годы появляются городские общественные банки. В 1840-е — 1860-е годы появляются пароходы, и создаются пароходства. В 1863 году был отменён винный откуп, и введена акцизная система. Ранее, в первой половине XIX века была отменена государственная монополия на винокурение, и было разрешено строительство частных винокуренных заводов.
Большую роль играл транспорт. Товары перемещались на большие расстояния, например, из Кяхты на ярмарку в Нижний Новгород. В середине XIX века формируются артели ямщиков, и купеческие компании по доставке грузов. Перевозки осуществляются на подрядной основе. Товары подрядчики перевозили, как правило, только по территории своего уезда, или губернии, а на границе товар передавали следующему подрядчику.
Также купеческие капиталы вкладывались в промышленное производство: бумага, ткани, стекло, вино и др. Мелкие купцы создавали небольшие заводы и мастерские по производству мыла, свечей, кожи и т. д.

### Участие купечества в общественной жизни
Городовое самоуправление регулярно изменялось в XVIII—XIX веке: «Учреждение о губерниях» (1775), «Устав благочиния» (1782), «Городовое положение» (1785), реформа 1822 года. Существовало большое количество выборных должностей: депутаты для составления обывательских книг, депутаты квартирной комиссии, счётчики, таможенные целовальники, винные и соляные приставы, смотрители запрещённых товаров и т. д. Многие купцы хотя бы один раз в жизни исполняли какую-либо общественную обязанность. В городах Сибири жило мало дворян, и практически все купцы исполняли по нескольку раз общественные обязанности.
Городовое положение 1870 года ввело в городах городские думы (законодательный орган) и управы (исполнительный орган). Круг избирателей определялся имущественным цензом. Поэтому многие купцы не только получили избирательные права, но и стали избираться в гласные думы. В крупных торговых городах купцы занимали значительную часть городских дум, например в Томске около 70 %.
Купцы зачастую избирались городскими головами. Например, крупный сибирский золотопромышленник П. И. Кузнецов трижды избирался городским головой Красноярска. Подобные общественные должности требовали больших финансовых затрат, и купцы иногда стремились избавиться от таких должностей. Основатель красноярской династии золотопромышленников Кузнецовых — И. К. Кузнецов несколько раз записывался в купечество Минусинска, чтобы избежать должности головы Красноярска.
Городской голова возглавлял и думу и управу. Бюджеты городов были довольно слабыми, и городские головы часто вкладывали свои средства в развитие городов.

## Благотворительность
В XIX веке российское купечество значительно расширило свою благотворительную деятельность. Это делалось как для получения почётного гражданства, медалей, так и с религиозными, и иными — не меркантильными целями. Так, иркутский купец Медведников Иван Логгинович вместе с женой Александрой Ксенофонтовной (урождённая Сибирякова), будучи глубоко верующими людьми, более 10 миллионов рублей направили на строительство и содержание больниц, церквей, монастырей, гимназий и т. д. Здания, построенные на их деньги, до сих пор служат Москве и Иркутску. Нижегородские купцы в конце XIX века пожертвовали значительные средства на новый водопровод с условием, что вода будет бесплатной для горожан. Нижегородские же купцы построили и передали городу Вдовий дом имени Бугровых и Блиновых для призрения семейств, оставшихся без отцов. Приют просуществовал до 1918 года.
Средства вкладывались не только в образование, благотворительные заведения и церковь, но и в научные экспедиции. Например А. М. Сибиряков за финансирование научных и географических исследований был награждён: шведским королём — почётным Крестом полярной экспедиции, французским правительством — знаком отличия «Пальмовая Ветвь», серебряной медалью Русского географического общества.

### Культурный и образовательный уровень купечества
Многие основатели купеческих династий в XVIII веке — начале XIX века были неграмотными. Например, в Красноярске в 1816 году 20 % купцов были неграмотными. Уровень неграмотности среди женщин-купчих был выше, чем у мужчин. Торговля требовала простейших познаний в арифметике. Документы составляли грамотные родственники, или приказчики.
Дети этих основателей династий получили домашнее образование — к 1877 году из 25 потомственных почётных граждан Красноярска 68,0 % получили домашнее образование. Внуки купцов уже учились в университетах, иногда и заграничных. Так В. А. Баландина — внучка сибирского золотопромышленника Аверкия Космича Матонина закончила образование в парижском институте Пастера.
В XIX веке в городах начали появляться публичные библиотеки. Купцы жертвовали для этих библиотек деньги и книги.
Во второй половине XIX века начинает формироваться общественная педагогика. Начинают создаваться Общества попечения образования, которые открывают и финансируют школы, гимназии и библиотеки. Купцы принимают активное участие в создании и финансировании деятельности подобных обществ.

### Профессиональные учебные заведения
Первое российское коммерческое училище было открыто в 1772 году в Москве на средства П. А. Демидова. Училище не имело доверия у московского купечества, и в конце XVIII века было переведено в Санкт-Петербург.
В 1804 году открылось Московское коммерческое училище, а в 1806 году Московская практическая коммерческая академия. В 1808 году доля учащихся из купеческих семей в этих учебных заведениях составляла 18,3 %. В 1812 году их доля выросла до 52,4 %.

### Влияние купечества на городскую архитектуру
Купеческие дома во многом определили лицо исторической части российских городов. Купеческие особняки формировали торговые зоны городов.
Купцы жили в одно- или двухэтажных деревянных или каменных особняках. В первом этаже и подвале могли размещаться склад, магазин, лавка, контора; жила прислуга, или дальние родственники. Второй этаж был жилым. Каменные дома с толстыми стенами, деревянные — с богатой резьбой. Двухэтажные дома с балконами, лоджиями, большими окнами. Каменные дома с приметными фасадами; появилась даже особая «купеческая» кладка кирпича. Украшались кирпичные дома кованными решётками, чугунными лестницами, парапетами и т. д.
Большинство купеческих домов крылось железными крышами. Красили их, как правило, в зелёный или красный цвет.
Дома строились основательные — «на века», и больших площадей — для потомков. По данным городской переписи Омска 1877 года в купеческих семьях на одного человека в среднем приходилось две комнаты.
Купцы, как зажиточные люди, могли себе позволить инновации в строительстве. Так в Кузнецке первый дом с балконом построил купец Пётр Баранов в 1852 году, а первый дом с мезонином — купец Алексей Бехтенев в 1856 году. Первую электростанцию в Сибири построил в 1885 году в своём доме красноярский купец Гадалов.
В Сибири среди небогатых купцов (и зажиточных мещан) были популярны полукаменные дома. Первый этаж такого дома (или полуподвал) выполнялся из камня, второй этаж — из дерева.
Купцы первых поколений, несмотря на богатое внутреннее убранство дома, продолжали сохранять крестьянский уклад, жили в скромных задних комнатах дома, и много времени проводили на большой кухне. В конце XIX века в купеческих домах появляются специализированные комнаты: кабинеты, библиотеки и т. д.
Во многих городах улицы назывались в честь купцов: в Томске Евграфовская, Большая и Малая Королевская, Дроздовская, Ереневская, в Енисейске в честь А. С. Баландина и т. д.

### Высшие награды для купечества
Для поощрения предпринимателей были учреждены почётные звания: 1800 году — коммерции советника, в 1810 году — мануфактур-советника. Эти звания давали ряд прав и преимуществ, в частности, с 1832 года — потомственное почётное гражданство. Купцы также могли быть удостоены личного (не переходящего к их детям) почётного гражданства.

### Крупнейшие российские купцы
- Второв, Александр Фёдорович
- Морозовы (династия)
- Рябушинские
- Сибиряков, Александр Михайлович
- Солодовников, Гаврила Гаврилович
- Шелихов, Григорий Иванович
- Губонин, Пётр Ионович
- Медведников Иван Логгинович
- Третьяковы
- Филатьевы[8]